# Stadland
Stadland – gmina w Niemczech, w kraju związkowym Dolna Saksonia, w powiecie Wesermarsch.